# Верхній Турек
Верхній Туре́к (рос. Верхний Турек, марій. Кӱшыл Турек) — присілок у складі Марі-Турецького району Марій Ел, Росія. Входить до складу Марі-Турецького міського поселення.

## Населення
Населення — 220 осіб (2010; 221 у 2002).
Національний склад (станом на 2002 рік):
- марійці — 84 %